# Dorslandtrekker

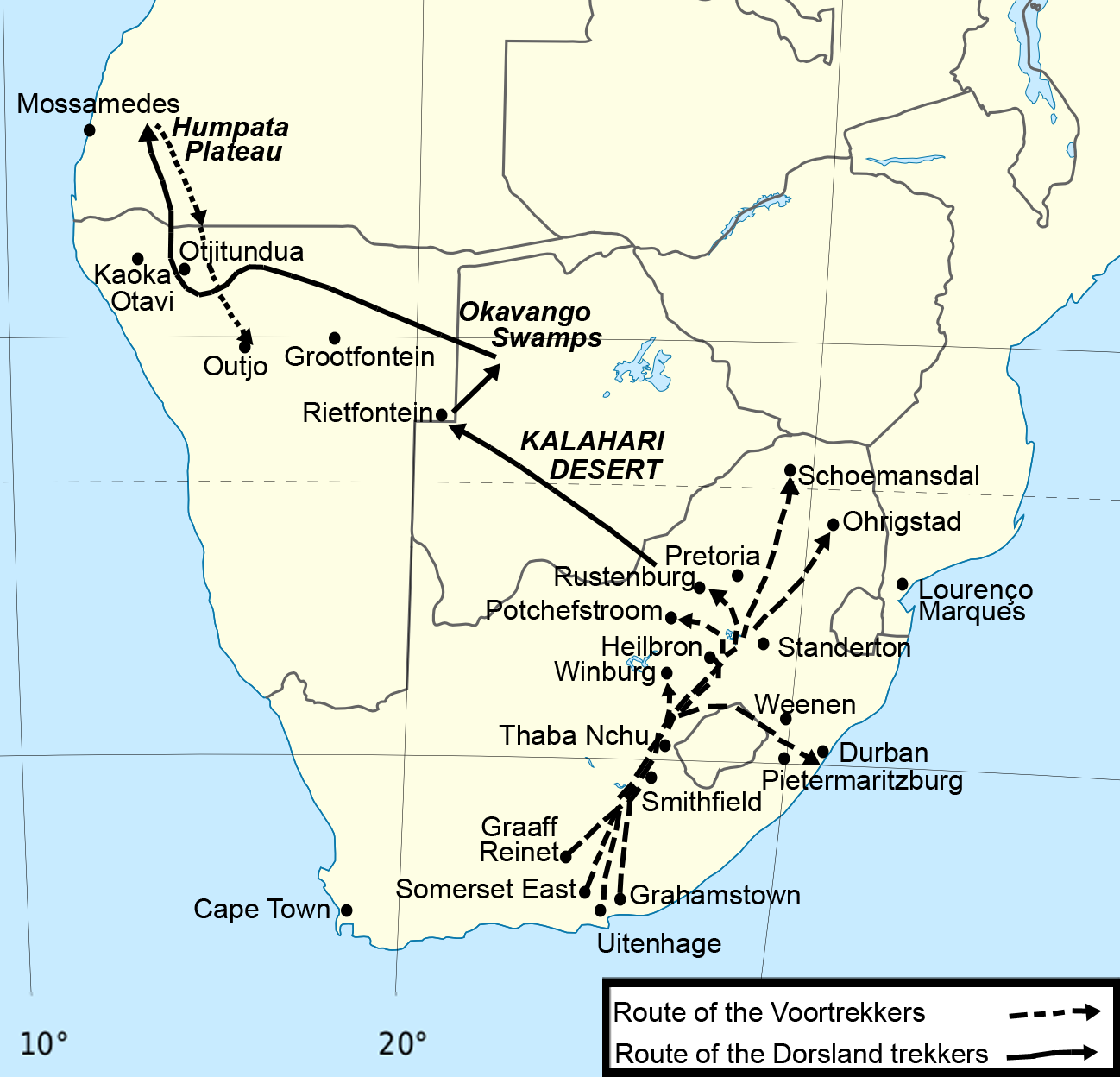
Route der Dorslandtrekker

Dorslandtrekker (wörtlich: „Durstlandzieher“) nannte man die 1874 und in den Folgejahren aus der Südafrikanischen Republik (heute Teil von Südafrika) vor den Briten fliehenden Gruppen von burischen Farmerfamilien.

## Geschichte
Nachdem das Vereinigte Königreich im ausgehenden 18. Jahrhundert die Herrschaft über die Kapprovinz übernommen hatte, kam es immer öfter zu Spannungen zwischen den burischen Kolonisten und britischen Machthabern, in deren Folge die Buren Anfang des 19. Jahrhunderts im großen Treck nach Norden und Osten in das Landesinnere Südafrikas auswichen, um dort ein ihren Vorstellungen entsprechendes, sehr stark religiös bestimmtes Gemeinwesen zu gründen. So entstanden die beiden unabhängigen Burenrepubliken Oranje-Freistaat und Transvaal.
Aber auch hierher rückten die Briten nach, zumal die ersten Goldfunde in Transvaal schnell ein wirtschaftliches Interesse zur Folge hatten. Viele Buren fürchteten in der Folge erneut um ihre staatliche Unabhängigkeit und begaben sich am 20. Mai 1874 unter Führung des Farmers Gert Alberts in einer ersten Welle erneut auf Wanderschaft. Weitere Trecks folgten unter du Plessis, Jan Greyling, Gert Mair und van Rensburg. Der entbehrungsreiche und abenteuerliche Treck führte die Buren zunächst ins Betschuanaland (das heutige Botswana), durch die trockene Kalahari, das „Durstland“ – daher der afrikaanse Name „Dorsland-Trekker“ – bis an die Ostgrenze Südwestafrikas bei Rietfontein (östlich von Gobabis – nicht zu verwechseln mit „Riedfontein“ östlich von Keetmanshoop).

### In Betschuanaland und Angola

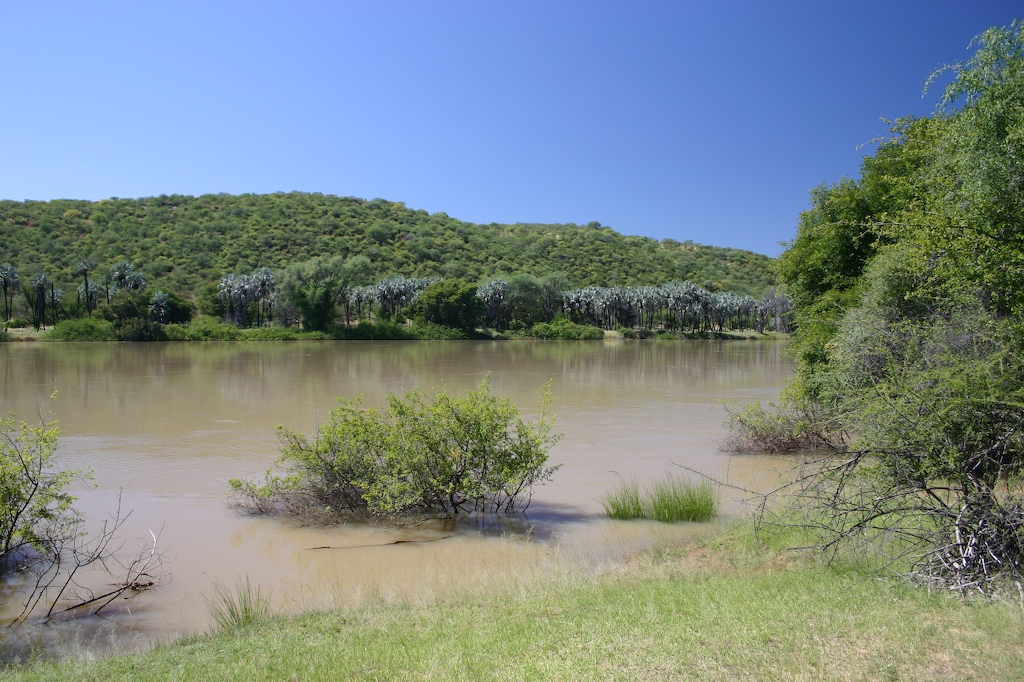
Der Kunene bei Swartbooisdrift

Im Betschuanaland stießen die Dorslandtrekker jedoch gleichermaßen auf Herero, Mbanderu, San und Nama, die alle die Gebietsherrschaft über diese Region beanspruchten. Ansiedlungsverträge mit einem der Stämme mussten zwangsläufig zu Spannungen mit allen anderen Stämmen führen. Außerdem hatten die Neuankömmlinge keinen guten Ruf bei den einheimischen Stämmen, da manche ihrer Stammesmitglieder bereits Erfahrungen mit Buren vom Kap gemacht und diese als herrisch, stur und selbstgefällig kennengelernt hatten. So blieb den Dorslandtrekkern nicht anderes übrig, als im Osten des Landes weiter nach Norden ins Gebiet der  Etosha-Pfanne zu ziehen. Neuer Stützpunkt wurde 1878 wieder Rietfontein – diesmal der Name einer Quelle südlich der Salzpfanne. Hier lebten die Dorslandtrekker vor allem von der Jagd – und schossen innerhalb kurzer Zeit den gesamten Elefantenbestand ab und reduzierten auch den sonstigen Wildbestand drastisch. Die Buren beraubten sich damit selbst ihrer Lebensgrundlage und mussten, um nicht mit den Ovambo zu kollidieren, ins Kaokoveld weiterziehen. Dieses Gebiet war jedoch durch Vertrag zwischen Palgrave und Maharero von 1876 den Briten als „Regierungsreserve“ zuerkannt worden, so dass den Buren erneut die britische Vorherrschaft drohte. So zogen die Dorslandtrekker Ende 1880 über den Kunene nach Angola, wo sie den dort als Kolonialmacht herrschenden Portugiesen durchaus willkommen waren, um im Süden des Landes eine stärkere europäische Präsenz zu bilden. 1880 gründeten sie dort Humpata.
Ein eigenständiges Gemeinwesen jedoch konnten die Buren auch hier nicht gründen, und so bemühte sich ein Teil von ihnen in Abstimmung mit den Ovambo um eine Ansiedlung in dem fruchtbaren „Maisdreieck“ der späteren Orte Tsumeb, Grootfontein und  Otavi. Hier gründeten sie 1885 die burische Republik Upingtonia und planten Grootfontein zu deren Hauptstadt auszubauen. Die meisten blieben jedoch in Humpata, während einige Familien sich weiter nördlich auf dem Zentralhochland Angolas ansiedelten. Insgesamt blieben sie eine in sich geschlossene Gruppe, die – ein wenig wie die Amische – sowohl Integration als auch Erneuerungen jeglicher Art ablehnten. Sie verarmten im Laufe der Jahrzehnte und wanderten in Wellen zurück, vor allem in das heutige Namibia, wo einige von ihnen nach dem Ersten Weltkrieg Farmen übernahmen, die von deutschen Vorbesitzern verlassen worden waren. Als „Angolaburen“ bildeten sie zunächst eine abgesonderte Gruppe, die sich aber nach und nach integrierte. Die letzten in Angola verbliebenen Buren wanderten 1975 zurück, als Angola inmitten eines Bürgerkriegs unabhängig wurde.

### Republik Upingtonia

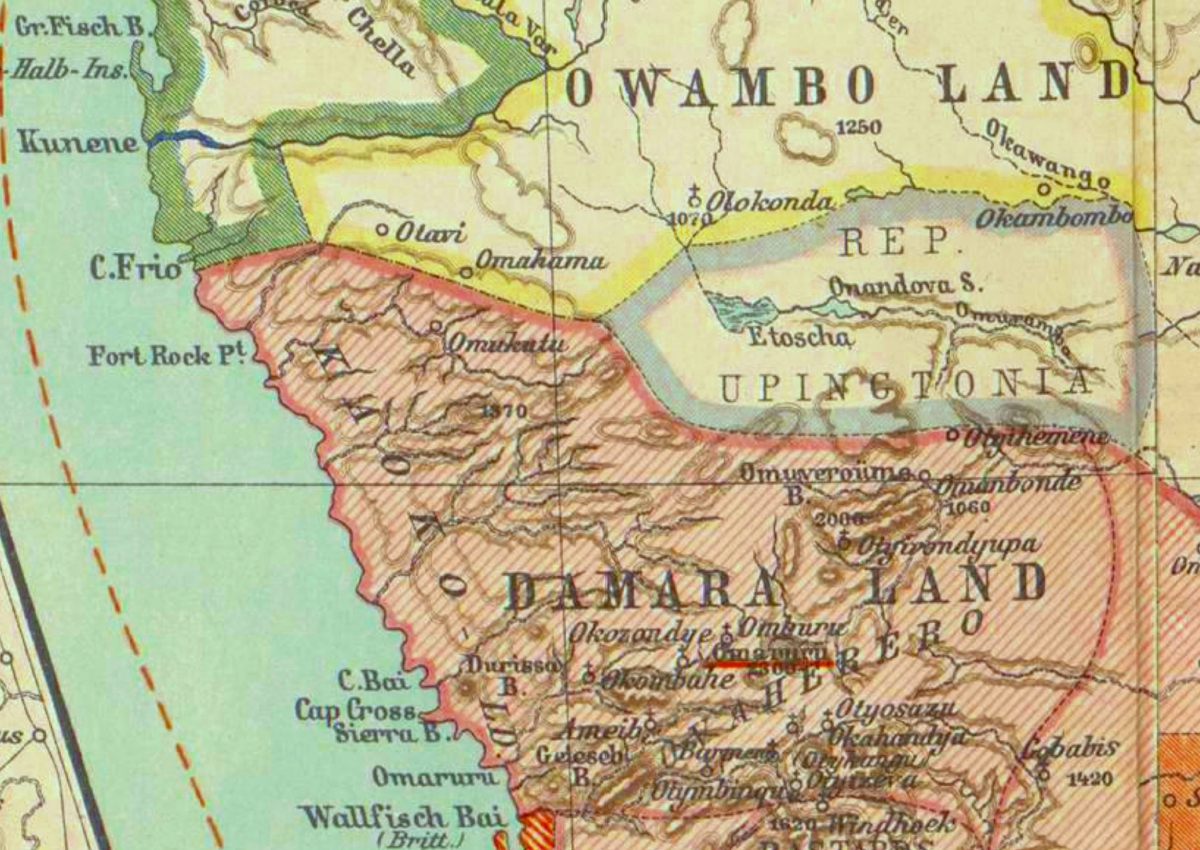
Republik Upingtonia auf einer deutschen Karte von 1886

Der Führer der Dorslandtrekker, William Worthington Jordan, ein Jäger, Händler und Abenteurer, hatte 1885 von Ondonga-König Kambonde kaMpingana das erwähnte Gebiet erworben und den Buren angeboten, dort zu siedeln. Schon 1884 hatte er Rehoboth von den Swartboois, die die Gegend verlassen hatten, erworben, um dort 22 burische Basterfamilien anzusiedeln. Die Baster zogen in jenes Gebiet, schlossen jedoch im Juni 1886 mit dem Deutschen Reich einen Schutzvertrag.
Stattdessen machte Jordan einen erneuten Versuch und erbat vom Premierminister am Kap der Guten Hoffnung, Sir Thomas Upington, Schutz für das von ihm genannte Gebiet, das er, um seinem Gesuch Gewicht zu verleihen, Upingtonia nannte und als Burenrepublik einrichtete. Sir Upington verweigerte seine Zustimmung zur Namensgebung und konnte auch keinen Schutz erteilen, da es in den Machtbereich des Deutschen Reiches fiel. Außerdem machten die Herero unter Einfluss ihres Beraters, des Händlers Robert Lewis, den Erwerb streitig.
So konnte diese „Staatsgründung“ keinen langen Bestand haben, nachdem 1884 auch die Deutschen in Südwestafrika Fuß zu fassen begannen und in Upingtonia nicht nur gutes Farmland, sondern in den Otavibergen auch reiche Erzvorkommen fanden (letztere waren allerdings schon lange vorher bei den Ovambo und Damara bekannt). Als Jordan im Juni 1886 im Ovamboland ermordet wurde, gestaltete sich die Lage immer schwieriger. So blieb die Republik Upingtonia ein Mythos und der Distrikt Upingtonia, wie man das Gebiet vorübergehend nannte, wurde 1887 in die deutsche Kolonie eingegliedert.

## Weitere Entwicklung
Der Schweizer Botaniker Dr. Hans Schinz bereiste Südwestafrika in den Jahren 1885–1887 und beschrieb in seinem Buch Deutsch-Südwestafrika als erster seinen Aufenthalt in Upingtonia und die dortigen Verhältnisse. Das Gebiet wurde 1892 schließlich als Damaraland-Konzession der Deutsch-Britischen South West Africa Company mit allen Mineral- und Eisenbahnrechten zur Entwicklung und Ausbeutung übertragen (siehe auch OMEG).
Dennoch blieb das Verhältnis zwischen Buren und der deutschen Kolonialverwaltung durchaus gut, da die Buren in Ermangelung einer effizienten deutschen Kolonialverwaltung große Freiheiten genossen und auch die Schutztruppe durch die geordnete Anwesenheit der Buren im Norden der Kolonie keine Aufstände von Einheimischen zu befürchten hatte. So konnte es nicht verwundern, dass die Dorslandtrekker nach Ausbruch des Ersten Weltkriegs in Südwestafrika auf Seiten der Deutschen einen Freiwilligenverband aufstellten und zusammen mit den aus Südafrika übergelaufenen burischen Verbänden gegen die Briten kämpften.
Das Verhältnis zu den deutschen Siedlern verschlechterte sich erst nach der Übernahme der Mandatsverwaltung durch Südafrika (1920) und der gezielten Ansiedlung von aus Angola zurückkehrenden Dorslandtrekkern auf ehemals deutschen Farmen (1928). Die letzten noch in Angola siedelnden Dorslandtrecker kehrten erst nach dem Ausbruch des Bürgerkriegs in Angola nach Südwestafrika zurück und integrierten sich in den dortigen burischen Bevölkerungsteil.